# Szópatrosz (rétor)
Szópatrosz (Σώπατρος, 5.–6. század) görög rétor, szofista

## Élete
Apameából vagy Alexandriából származott; 500 körül több szónoklatot is tartott Athénben. Számos iratot szerkesztett részint önállóan, részint más irókat kivonatolva. Ilyenek például kommentárok Arisztidész rétor irataihoz, nevezetesen a Panathénaikosz és a Hüper tón tettarón című beszédekhez, ezek az ismert scholionoknak is alapját adják. Scholionokat írt Hermogenész Tészeisz-eihez, és egyéb munkáihoz, amelyek szintén fennmaradtak. Önálló munkája: Eklogai diathoroi, különféle szerzők után, 12 könyv terjedelemben. A mű második és harmadik részéből, a híres asszonyokról szóló fejezetekből maradtak fenn töredékek.